# Agrégation de génie civil
L'agrégation de génie civil était un concours de recrutement de professeurs de l'enseignement secondaire en France. Depuis la session 2013, l'agrégation de génie civil est remplacée par l'agrégation de sciences industrielles de l'ingénieur option ingénierie des constructions.